# Goodwin Sands
Die Goodwin Sands sind eine Kette von Sandbänken am Nordeingang der Straße von Dover, etwa 10 km östlich von Deal in Kent, England. Sie sind berüchtigt für zahlreiche Schiffbrüche, die sich dort ereignet haben. Östlich der Goodwin Sands, etwa in der Mitte der Straße von Dover, liegt die Sandettie Bank.

## Name und Legende
Dem spätmittelalterlichen schottischen Historiografen Hector Boetius (1465–1536) zufolge befand sich an der Stelle der Goodwin Sands eine niedrigliegende Insel, die Godwin, Earl of Wessex (ca. 1001–1053) gehörte, dem Vater König Haralds II. Diese Insel namens Lomea soll überspült und von Sand überdeckt worden sein. So behauptete es 1904 der Autor George Byng Gattie in einem vielbeachteten Buch. Er bezieht dabei sich auf den Geologen Charles Lyell, der nach Probebohrungen im Jahr 1817, welche zum Zwecke der Errichtung eines Leuchtfeuers dienten, unter diesen Sandbänken einen kalkfelsigen Untergrund ausmachte und diesen ebenfalls für eine untergegangene Insel hielt. Dieser Auslegung wurde noch unkritisch bis in die Mitte des 20. Jahrhunderts gefolgt. Es handelt sich hierbei aber offenbar um eine Legende; die wahrscheinlichste Erklärung für das Entstehen der Goodwins ist, dass sie ausschließlich durch die starken Tidenströmungen am Eingang in die Straße von Dover aufgebaut worden sind.

## Beschreibung
Die Sandbänke sind etwa 19 km lang und an der breitesten Stelle 8 km breit und sie werden durch einen Kanal, den sog. Kellet Gut, durchschnitten. Die genaue Form der Sandbänke verändert sich unter dem Einfluss der starken Strömungen permanent; man hat eine langsame Rotation entgegen dem Uhrzeigersinn festgestellt. Bei Hochwasser sind die Sandbänke vollständig vom Wasser überdeckt, bei Niedrigwasser fällt ein Teil (etwa ein Zehntel) trocken und ragt bis zu vier Meter über den Wasserspiegel hinaus. Bis in die Gegenwart wurde auf den Goodwins jährlich ein Cricketspiel ausgetragen, das bei gutem Wetter vom Ufer aus gesehen werden konnte. Da die Goodwins als Barriere gegen den Wellengang wirken, sind die zwischen den Sandbänken und dem Festland gelegenen Downs ein traditioneller, bis heute beliebter Ankergrund.
Da die Goodwins angesichts der starken Strömungen, des oft schlechten Wetters und des hohen Schiffsverkehrsaufkommens in der Region bis heute ein gefährliches Hindernis darstellen, sind sie durch drei Feuerschiffe (North Goodwin, East Goodwin und South Goodwin) sowie durch zehn Bojen markiert, von denen sieben ein Blitzlicht tragen.
Aufgrund ihrer strategischen Lage am Nordeingang in den Ärmelkanal fanden in der Nähe der Goodwin Sands mehrfach Seegefechte statt, so die Seeschlacht bei Dover am 29. Mai 1652 im Ersten Englisch-Niederländischen Seekrieg und im Ersten Weltkrieg das Seegefecht in der Straße von Dover vom 21. April 1917 zwischen deutschen und britischen Zerstörern.

## Schiffsunglücke auf den Goodwin Sands

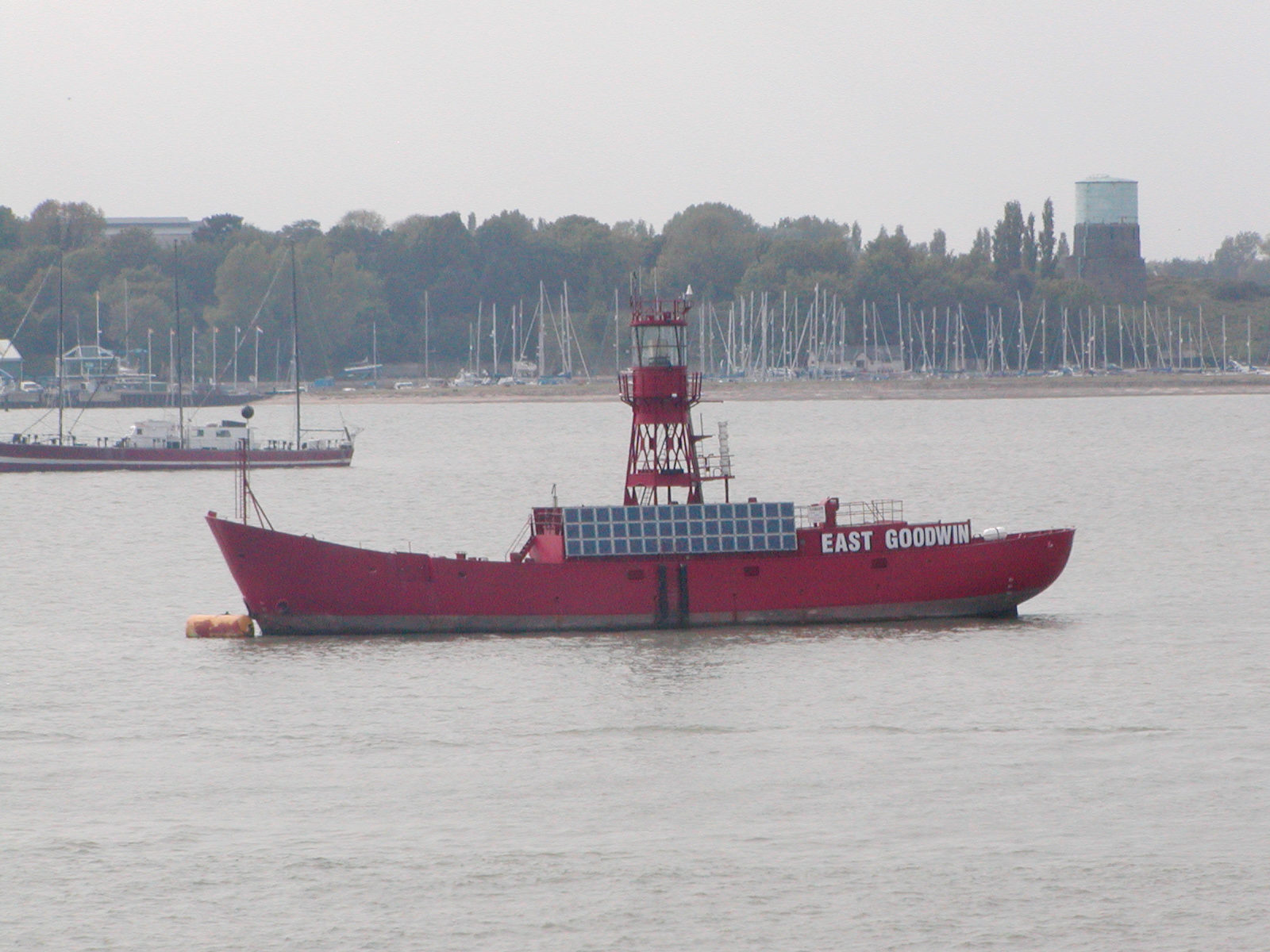
Feuerschiff East Goodwin

Die Goodwin Sands sind einer der größten Schiffsfriedhöfe der Welt; Schätzungen zufolge sind dort etwa 2.000 Schiffe verloren gegangen. Die Gefährlichkeit der Sandbänke auch für moderne Schiffe liegt an ihrer Lage, am großen Tidenhub, den durch die Gezeiten verursachten, starken Strömungen und der schweren Brandung bei schlechtem Wetter, von der auch große und stabile hölzerne Schiffe in kurzer Zeit zerschlagen wurden. Auch moderne Schiffe aus Stahl waren und sind oft nicht mehr zu retten. Bei komplett auf dem Sand liegenden Schiffsrümpfen bilden sich durch die starken Strömungen tiefe Ausspülungen unter Bug und Heck, die dazu führen, dass sie in der Mitte auseinanderbrechen; Schiffe, die sich an einer Kante der Sandbänke festgefahren haben, werden durch einen Tidenhub von bis zu sechs Metern solchen Belastungen ausgesetzt, dass sie ebenfalls oft auseinanderbrechen. Während Wracks an den Rändern der Goodwins oft in tieferes Wasser abrutschen, werden komplett im Sand liegende Schiffe regelrecht „verschluckt“, weil sie in den durch die Strömungswirbel um ihren Rumpf entstehenden Ausspülungen versinken.
Bereits im Mittelalter waren die Goodwins berüchtigt. Im Juni 1298 beschwert sich ein Schiffseigner, dass sein Wrack nach der Strandung ausgeplündert worden sei. Im Januar 1533 schreibt ein königlicher Hafenkapitän, der sich gegen den Vorwurf der Bereicherung an der Ladung zur Wehr setzt, dass in diesem Winter bereits 12 Schiffe gestrandet seien und man den Räubern alle Wertsachen abgenommen habe. Auf Hector Boetius geht die Charakterisierung der Goodwin Sands als „shippe swalower“ (Schiffeverschlucker) zurück, die der englische Historiker William Lambarde in seiner 1570 erschienenen Perambulation of Kent (einer Beschreibung dieser Grafschaft) zitiert und bekannt gemacht hat. Ein Beispiel dafür, welchen Ruf die Goodwins in der Frühen Neuzeit hatten, gibt William Shakespeares zwischen 1594 und 1597 erschienenes Stück Der Kaufmann von Venedig (3. Akt, 1. Szene):
„Ja noch wird es nicht widersprochen, dass dem Antonio ein Schiff von reicher Ladung in der Meerenge gestrandet ist. Die Goodwins, denke ich, nennen sie die Stelle: eine sehr gefährliche Sandbank, wo die Gerippe von manchem stattlichen Schiff begraben liegen...“ (nach der Übersetzung von August Wilhelm Schlegel). 
Einen Bericht über einen Schiffbruch auf den Goodwin Sands enthält auch das Tagebuch des berühmten Schiffbauers Phineas Pett. Dessen Sohn John befand sich 1624 auf der Antelope, die nach der Kollision mit dem Handelsschiff Dolphin auf die Sandbänke getrieben wurde. Während die Dolphin mit der gesamten Besatzung verloren ging, konnte das schwer beschädigte Kriegsschiff gerettet werden. Ein anderes Schiff der Royal Navy, die Princess Maria (36 Kanonen), ging 1658 auf den Goodwin Sands verloren, ebenso 1674 die HMS Nightingale zusammen mit einem eroberten holländischen Freibeuter.
Die größte Katastrophe ereignete sich 1703 während des Großen Sturms. Der aus Südwest / Westsüdwest wehende Hurrikan traf auf eine große Anzahl von in den Downs liegenden Schiffen, unter denen sich auch ein Flottenverband der Royal Navy befand. Der Sturm riss sie von ihren Ankern los und trieb sie in die Goodwins, wo sie von der Brandung zerschlagen wurden. Verloren gingen auf diese Weise die Linienschiffe Stirling Castle, Northumberland, Mary und Restoration sowie die Bombarde Mortar. Von den über 1200 Männern an Bord dieser Schiffe überlebten lediglich 80 Besatzungsmitglieder der Stirling Castle. Zusätzlich zu den Kriegsschiffen sollen auch etwa 40 Handelsschiffe verloren gegangen sein. Fischer und Seeleute aus Deal konnten insgesamt etwa 200 Schiffbrüchige retten.
Ein weiteres schweres Schiffsunglück ereignete sich 1740, als der niederländische Ostindienfahrer Rooswijk mit 250 Menschen an Bord und einer Ladung Silberbarren in den Goodwins verschwand. Auch hier gab es keine Überlebenden.
Glücklicher verlief die Strandung der britischen Ostindienfahrer Admiral Gardner und Britannia am 24. Januar 1809; bis auf 10 konnten alle Passagiere und Seeleute gerettet werden – angesichts des schweren Sturms und der primitiven Hilfsmittel eine enorme Leistung.
Das Gedicht Goodwin Sand von Theodor Fontane aus dem Jahr 1847 beschreibt die Sandbänke als Grab für Schiffe und Männer: "ein Kirchhof ist's, halb Meer, halb Land."
Mitte des 19. Jahrhunderts häuften sich die Schiffshavarien auf und bei Goodwin Sands. Allein innerhalb von aufeinander folgenden 19 Tagen des Januar 1852 gerieten fünf Schiffe auf den Sänden in Seenot. Von Januar bis Mai 1853 waren 13 Strandungen zu verzeichnen.
Hilfe für Schiffbrüchige kam traditionell von den Seeleuten und Fischern an der Küste von Kent, deren Besatzungen für Rettungseinsätze auf den Goodwin Sand berühmt waren. 1851 wurde erstmals eine kühne Rettungsaktion der Besatzung eines regulären Rettungsbootes in Broadstairs erwähnt. Doch bis 1852, als die erste Rettungsbootstation mit einem damals modernen selbstaufrichtungsfähigen Boot in Ramsgate eingerichtet wurde, gab es in unmittelbarer Nähe keinen organisierten Rettungsdienst. 1865 waren es dann schon vier Rettungsboote auf 11 Meilen Küstenlinie (neben Ramsgate lagen sie in North Deal, Walmer und Kingsdown); hinzu kamen Boote in Broadstairs, Kingsgate und später in Margate und Dover – eine für damalige Verhältnisse einmalige Konzentration von Rettungsbooten an einer Küste.
Nachrichten über Schiffsunglücke blieben bis in das 20. Jahrhundert häufig. Gleich zu Beginn des Ersten Weltkrieges gab es eine Häufung von Strandungen oder Kollisionen, da die Leuchtzeichen gelöscht worden waren. Am 20. Dezember 1914 lief die Montrose der Canadian Pacific Line, die mit Zement gefüllt den Hafen von Dover blockieren sollte, auf den Goodwin Sands auf Grund und brach in zwei Teile. Andere Fahrzeuge wurden von deutschen Schiffen torpediert, wie etwa die Africa am 16. September 1915. Von 1916 bis 1918 führte die britische Zensur dazu, dass es heute kaum noch Aufzeichnungen oder Berichte über die hohen Verluste in dieser Zeit gibt.
Eines der schwersten Unglücke in neuerer Zeit war der Untergang des South Goodwin-Feuerschiffs, das im November 1954 in einem schweren Sturm seine Anker verlor und in die Sände getrieben wurde. Nur eines der sieben Besatzungsmitglieder konnte von einem Hubschrauber gerettet werden, nachdem es sich acht Stunden lang an der Takelage festgehalten hatte. Heute ist die Rettungsbootstation in Walmer für Unfälle im Bereich der Goodwins zuständig. Überwacht werden die Sandbänke auch durch die Station der Küstenwache in St Margaret’s at Cliffe.

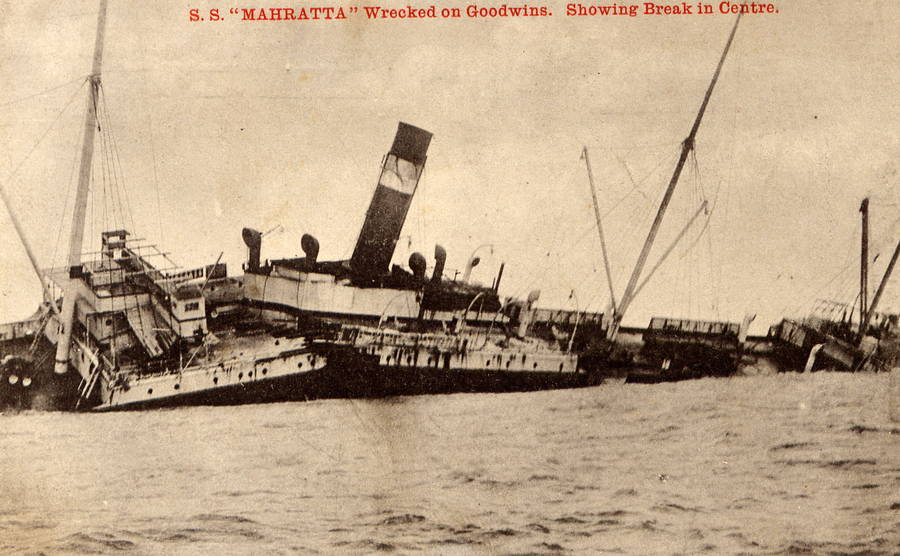
1909: Wrack der Mahratta auf den Goodwin Sands

Zwei moderne Wracks können bei allen Wasserständen beobachtet werden: Die North Eastern Victory und die Luray Victory, zwei amerikanische Frachter, beide 1946 gestrandet, liegen im Süden der Goodwins, ihre Masten und teilweise auch Aufbauten ragen aus dem Wasser. Zeitweise war auch das Wrack von U 48 sichtbar, das sich 1917 auf den Goodwin Sands selbst versenkt hat, so z. B. 1973.
Aufgrund ihrer Vergangenheit stellen die Goodwin Sands eine bedeutende archäologische Fundstätte dar. Zu den lokalisierten historischen Schiffswracks gehören drei der vier im Großen Sturm verloren gegangenen Linienschiffe, von denen die gut erhaltene Stirling Castle trotz der widrigen Strömungs- und Sichtverhältnisse genauer untersucht wurde. Aus diesem Wrack geborgene Exponate sind u. a. im National Maritime Museum in Greenwich zu sehen. Objekt einer Untersuchung war auch die Admiral Gardner, von der etwa 1 Mio. Kupfermünzen der East India Company geborgen wurden. Erst vor kurzem entdeckte ein Sporttaucher die Überreste der Rooswijk. Ihre Silberfracht wurde teilweise geborgen und dem niederländischen Staat übergeben.

## Das Flugzeugwrack

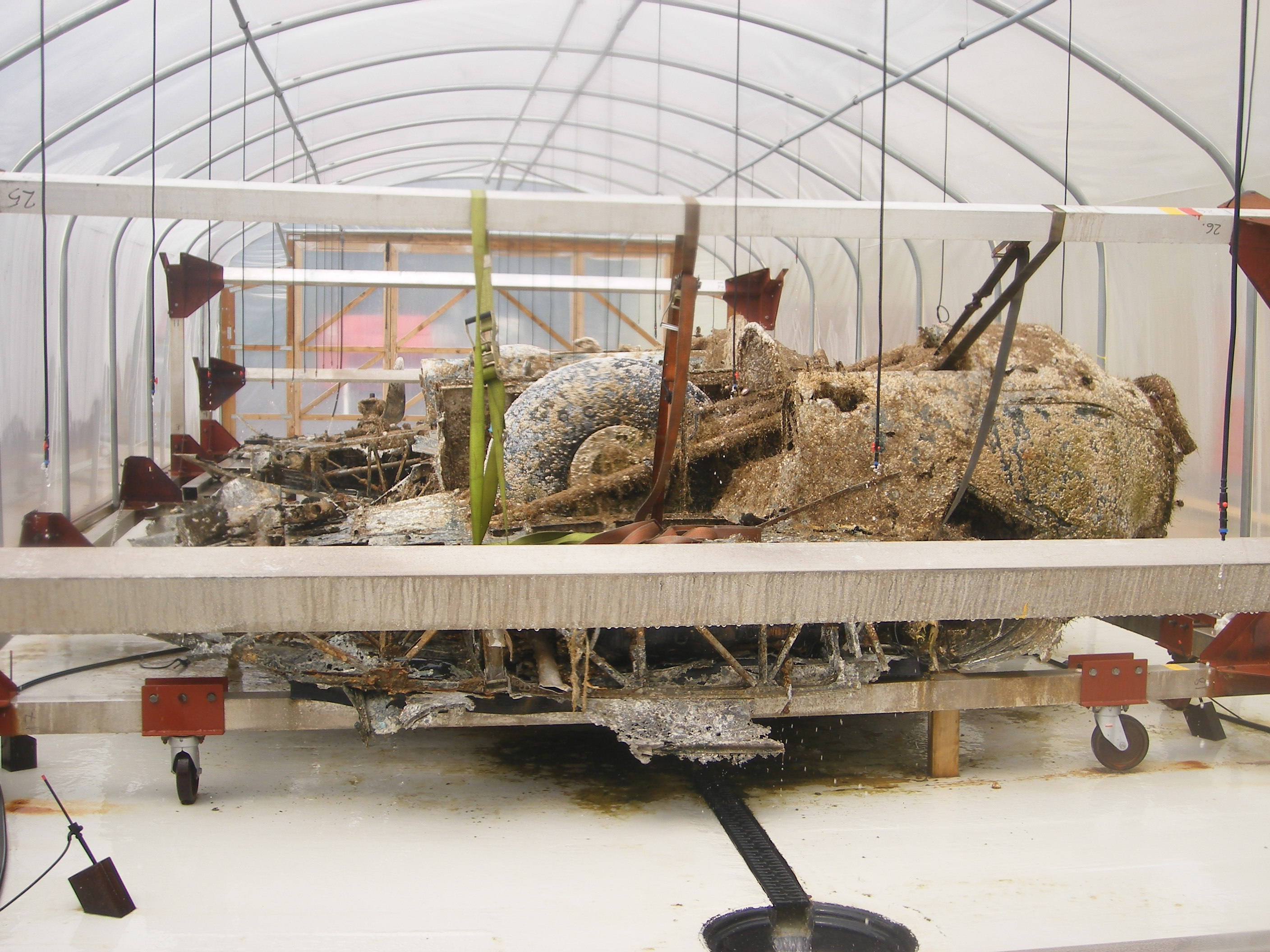
Wrack der Do 17

Im Jahre 2008 wurde ein fast vollständiges Flugzeugwrack aus dem Zweiten Weltkrieg in 15 m Wassertiefe im Sand der Goodwin Sands entdeckt. Es handelt sich um eine Dornier Do 17 des Kampfgeschwaders 3, die am 26. August 1940 nach Beschuss dort notgewassert ist. Zwei deutsche Flieger verstarben dabei, während die anderen beiden in britische Kriegsgefangenschaft gerieten. Die Vorbereitungen zur Bergung des Wracks, bei dem es sich um das einzige erhaltene Exemplar dieses Typs handelt, wurden im Mai 2013 begonnen. Am 10. Juni 2013 wurde es gehoben und fünf Tage später zur mehrjährigen Restaurierung in das Royal Air Force Museum nach Cosford Shropshire verbracht, wo es besichtigt werden kann.